# Храм Конфуція (Цюйфу)
Храм Конфуція в Цюйфу, або Цюйфу-Кунмяо (кит.: 孔庙) — найстаріший і найбільший з присвячених Конфуцію храмів. Розташований в Цюйфу, рідному місті філософа, у китайської провінції Шаньдун. Заснований 478 року до н. е.
З 1994 року Храм Конфуція є частиною об'єкта Світової спадщини ЮНЕСКО «Temple and Cemetery of Confucius and the Kong Family Mansion in Qufu» (Храм і цвинтар Конфуція та особняк сім'ї Кун у Цюйфу).

## Історія

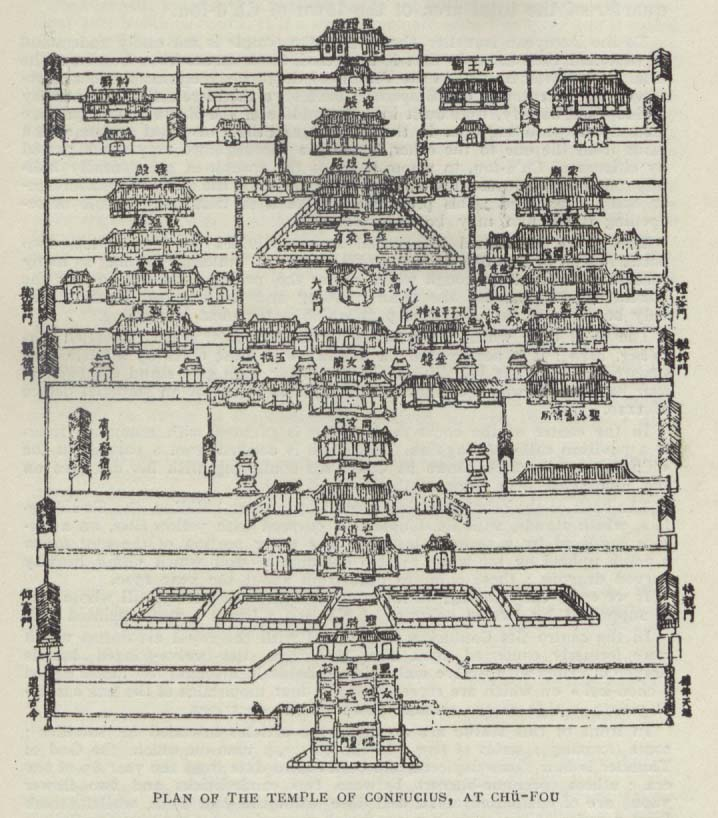
Історичний план храму Конфуція (1912 р.)

478 року до нашої ери, наступного року після смерті Конфуція, правитель князівства Лу, князь Ай-гун Цзян, освятив колишній будинок філософа в Цюйфу як храм. У простій трикімнатної хатині вченого був влаштований вівтар для принесення традиційних жертв предку, служити за яким могли тільки прямі його нащадки по старшій лінії. Ця особливість поминального храму Конфуція в Цюйфу зберігалася протягом всієї його довгої історії. Близькість храму до могили філософа, безпосередній зв'язок вівтаря з його нащадками робили храм винятковим в очах його послідовників. Цюйфу, як місце паломництва ставало дедалі популярнішим. При храмі безперервно вивчалося спадщина Конфуція, відточувалася його філософія, формувалися літературні і ритуальні канони вчення, зберігалися його речі.
195 року до нашої ери перший правитель з династії Хань, імператор Гао, приніс на могилі Конфуція так звану «велику жертву» («тай-лао» — жертва одночасно кози, бика і кабана, принесена духам предків раз на рік), при цьому старший з нащадків Конфуція йому асистував. Імператор, таким чином, визнав філософа своїм «духовним предком», а себе — його «сином», і показав приклад для наслідування імператорам і високопоставленим чиновникам у майбутньому. З цього часу ранг Конфуція послідовно підвищувався, аж до вищого рангу «ді» — рангу божественних імператорів-засновників, поклоніння яким носило самий урочистий і величний характер. Відповідно ускладнювалися церемонії і ритуали, що проводяться в храмі Конфуція в Цюйфу. Храм багатів і розростався, стаючи осередком культу, його головним вівтарем. Тут з'явилися також храми дружини Конфуція, його батьків, трьох його вищих праотців, також шанувалися його видатні учні. Кількість урочистих церемоній в храмі зросла до 196.
Імператори майже всіх післяханьських династій незмінно приділяли храму в Цюйфу свою увагу — видавали укази, які регламентують ритуали і церемонії в храмі, дбали про його благоустрій, дарували привілеї або цінне майно. У важливих випадках, таких як інтронізація або перемога у війні, імператори відвідували храм в Цюйфу особисто. У цілому 11 імператорів зробили це 19 разів. Часто, не маючи можливості прибути особисто, імператори відправляли на уклін до вівтаря в Цюйфу замість себе своїх «заступників», — близько сотні імператорів зробили це 196 разів.
За майже дві з половиною тисячі років храм неодноразово відбудовувався і перебудовувався, руйнувався і відновлювався. Початковий трикімнатний будинок Конфуція був перенесений з храму на схід від основного вівтаря під час перебудови, розпочатої 611 року. 1012 і 1094 року, за часів династії Сун, храм був розширений і розгороджений на чотири внутрішні двори, навколо яких в результаті було добудовано понад 400 приміщень. Вогонь і війна зруйнували храм 1214 року, за часів династії Цзінь. Він був відновлений в колишньому вигляді до 1302 році, за часів династії Юань. Незабаром після цього, 1331 року, храм був обнесений кам'яною огорожею і за зразком Імператорського палацу його стіни були пофарбовані в колір сургучної печатки, — колір імператорських будівель. Був дарований і ряд інших імператорських регалій. Якщо раніше використовувані атрибути (танцюристи, інструменти, матеріали, зображення, шати, кольори), які вказували на шанування члена імператорської сім'ї, то з цього часу використовувалися атрибути вшанування вищого божества.
Після чергового спустошення в результаті пожежі в 1499 році храм був в черговий раз реконструйований і заново відбудований, отримавши свого остаточного вигляду. Саме в цей час храмовий комплекс в Цюйфу придбав підкреслену архітектурну і стильову схожість з резиденцією імператора в Пекіні, ставши другим за значенням і за величиною культовим комплексом імперії.
1724 року ще одна пожежа в значній мірі пошкодила головне святилище і його скульптури. Подальша реставрація була завершена 1730 року. Після чого «культ Конфуція досяг піку авторитету і популярності. Присвячені йому храми [побудовані за зразком храму Конфуція в Цюйфу] в обов'язковому порядку були в будь-якому адміністративному (повітовому, губернському, провінційному) центрі країни» і «були остаточно регламентовані правила літургії, які вилилися у відносно самостійну ритуальну систему».
1928 року всі церемонії, присвячені Конфуцію були скасовані. 1966 року, під час Культурної революції, 200 добровольців кілька днів оскверняли храм і цвинтар. 1982 року храм був відновлений, а 1986 року відновлена і щорічна церемонія. Всього в храмі було проведено 15 перебудов, 31 капітальний ремонт і численні дрібні будівельні роботи.

## Опис
Храмовий комплекс є одним з найбільших в Китаї, він займає площу 21 гектар і має 460 кімнат.
Основна частина храму складається з 9 дворів, розташованих на центральній осі, яка орієнтована в напрямку північ-південь і має довжину 1,3 км. Перші три двори мають невеликі ворота і засаджені високими соснами. Найпівденніші врата названі «Ворота Лінсін» на честь зірки в сузір'ї Велика Ведмедиця. З назви зрозуміло, що Конфуцій — це зірка з небес. Будинки в інших дворах утворюють серце комплексу. Це вражаючі споруди з жовтою черепицею і червоними стінами, вони оточені темно-зеленими соснами, що створює контраст кольорів.
Головними об'єктами храмового комплексу є:
- Ворота Лінсін (棂星门),
- Ворота Шенши (圣时门),
- Ворота Хундао (弘道门),
- Ворота Дажонг (大中门),
- Павільйони тринадцяти стел (十三碑亭),
- Ворота Дачен (大成门),
- Зал Куйвен (奎文阁, побудований 1018 року, відновлений 1504 року під час династії Мін та 1985 року),
- Павільйон Ксін Тан(杏坛), абрикосовий вівтар),
- Зал Дачен (大成殿, побудований під час династії Цін),
- Зал відпочинку (寝殿, присвячений дружині Конфуція).